# 椭圆果木姜子
椭圆果木姜子（学名：Litsea lancifolia var. ellipsoidea）为樟科木姜子属下的一个变种。